# حمید وحید دستجردی
حمید وحید دستجردی معروف به حمید وحید، فیلسوف ایرانی و رئیس پژوهشکده فلسفه تحلیلی در پژوهشگاه دانش‌های بنیادی از سال ۱۳۶۷ تاکنون است. وی یکی از برگزیدگان دومین دوره جایزه علمی علامه طباطبایی بنیاد ملی نخبگان در سال ۱۳۹۱ است.

## تحصیلات و فعالیت‌ها
او دانش‌آموخته دانشگاه صنعتی شریف، دانشگاه واریک و مدرسه اقتصاد لندن است. او از دانشگاه آکسفورد در رشتهٔ «منطق فلسفی» دکترا گرفته و تاکنون پنجاه مقاله در معتبرترین مجلات فلسفی بین‌المللی منتشر کرده است. نام او در سال‌های انتشار کتاب «قبض و بسط تئوریک شریعت» به‌دلیل نوشتن فصل آخر این کتاب توسط وی، بر زبان افتاد. در این فصل، وی به جدال‌های علمی و فلسفی خود با صادق لاریجانی اشاره و او را متهم به بی‌سوادی می‌کند.

## زندگی شخصی
پدر او، سیف‌الله وحید دستجردی، رئیس جمعیت هلال احمر بود. خواهر او مرضیه وحید دستجردی وزیر بهداشت ایران و برادرش، احمد وحید دستجردی، قائم‌مقام وزیر دفاع بوده‌اند.

## نقد دیگران
حمید وحید در مقاله‌ای در نقد دیدگاه‌های سروش در باب قبض وبسط معرفت دینی معتقد است که نظرگاه سروش به ناواقع گرایی منتهی می‌شود. وی پس از صورت بندی مدعای سروش به صورت زیر:
الف) مشاهده تئوری بار است.
ب) معنا (تفسیر) تئوری بار است؛ که از مقدمه الف استخراج شده است.
ج) پیش فرض‌ها (نظریه‌های پیش زمینه) بسته به زمان هستند و بنابراین متغیراند.
نتیجه آن که معرفت دینی یا علم دینی دائماً در حال تغییر و سیلان است.
می‌نویسد که این مدعا از چند اشکال اساسی رنج می‌برد. نخست این که برهانی غیر معتبر است و مبتنی بر مفدماتی کاذب است. وی با فرض معتبر بودن این استدلال می‌نویسد:
این مدعا و استدلال غیر معتبر است چرا که هیچ راهی وجود ندارد تا مقدمه ب را از مقدمه الف استخراج کنیم. حتی اگر بپذیریم که مشاهده سرشار از تئوری است بسختی می‌توان به این نتیجه رسید که معنا نیز چنین است.
علاوه براین بر اساس نظر جری فودور، به نظر وحید، می‌توان این ادعای کوهنی دکتر سروش را به چالش کشید که مشاهده تئوری بار است. از نگاه فودور و بر اساس تز مودولاریتی (واحدی بودن یا ماجولی بودن)، دهن یک سیستم صرف و پردازشگر تنها نیست بلکه خود ذهن از بسیاری زیر سیستم‌ها تشکیل می‌شود که به نسبت مستقل از هم عمل می‌کنند. این زیر سیستم‌ها به ورودی و خروجی و مبدل تقسیم و سیستم‌های مرکزی تقسیم می‌شوند. مبدل‌ها در بینابین ذهن و جهان قرار می‌گیرند. خلاصه نظر فودور بر خلاف کوهن آن است که پردازشگر حسی تحت تأثیر تئوری‌هایی نیست که جسم ما از باورها در سیستم مرکزی می‌سازد.

## آثار
- Hamid Vahid, Epistemic Justification and the Skeptical Challenge, Macmillan, Palgrave, 2005.
- Hamid Vahid, The Epistemology of Belief, Macmillan, Palgrave, 2008.
- Hamid Vahid, The Dispositional Architecture of Epistemic Reasons, Routledge, 2021